# Streblus
Streblus es un género con unas 50 especies de plantas de flores pertenecientes a la familia  Moraceae, son nativos del este de Asia.

## Especies seleccionadas
- Streblus asper [Lour.]
- Streblus banksii (Cheeseman) C.J.Webb
- Streblus brunoniana F.Muell.
- Streblus brunonianus (Endl.) F.Muell.
- Streblus celebensis C.C.Berg
- Streblus cordatus Lour.
- Streblus crenatus (Gagnep.) Corner
- Streblus dimepate (Bureau) C.C.Berg
- Streblus elongatus (Miq.) Corner
- Streblus glaber (Merr.) Corner
- Streblus heterophyllus (Blume) Corner
- Streblus ilicifolius (Vidal) Corner
- Streblus indicus (Bur.) Corner